# Depresiunea Soveja
Depresiunea Soveja este o zonă geografică situată în partea de nord-est a României, în județul Vrancea, în regiunea Moldovei. Este una dintre cele mai cunoscute și frumoase depresiuni din țară, renumită pentru peisajele sale pitorești și diversitatea naturală.
Istoric, Depresiunea Soveja a fost locuită încă din cele mai vechi timpuri, dovadă stând numeroasele situri arheologice descoperite în zonă. Ea este străbătută de râurile Siret și Putna, care îi îmbogățesc frumusețea naturală și oferă o sursă importantă de apă pentru agricultură.
Din punct de vedere turistic, Depresiunea Soveja este apreciată pentru climatul său blând și pentru posibilitățile variate de petrecere a timpului liber. Aici se găsesc numeroase trasee montane potrivite pentru drumeții și excursii, precum și posibilități de practicare a sporturilor de iarnă în sezonul rece.
Peisajul este dominat de dealuri acoperite de păduri, cu livezi de pomi fructiferi și culturi agricole întinse, care contribuie la farmecul rural al regiunii. De asemenea, există o serie de pensiuni și cabane turistice în zonă, care oferă cazare și posibilități de relaxare pentru vizitatori.
În concluzie, Depresiunea Soveja este o destinație turistică fermecătoare în România, potrivită atât pentru cei care doresc să se bucure de natură și liniște, cât și pentru cei pasionați de activități în aer liber.